# Сем Волтон
Се́мюель Мур «Сем» Во́лтон (англ. Samuel Moore "Sam" Walton; 29 березня 1918, Кінгфішер, штат Оклахома — 5 квітня 1992) — американський бізнесмен, найбільш відомий як засновник мережі магазинів Wal-Mart.
У 1985 році був визнаний журналом Форбс найбагатшою людиною Америки.

## Ранні роки
Народився у сім'ї Томаса та Ненсі Волтонів. Ще у дитинстві переїхав разом із батьками до Міссурі, де став ватажком скаутів у 13, студентським лідером, баскетбольною зіркою та квотербеком у футбольній команді Вищої школи Хікмена у (штат Колумбія). Закінчив Міссурійський університет у 1940 році, отримавши диплом економіста.
З 1942 по 1945 роки проходив службу в Американській армії у званні капітана. Будучи ще в армії, одружився із Геленою Робсон з міста Клермор, штат Оклахома, у День святого Валентина, 14 лютого, 1943 року. Впродовж життя у них народилось четверо дітей: Роб, Джим, Джон та Еліс.

## Початок бізнесу
Відразу після закінчення служби в армії, Сем почав набиратися торгового досвіду, працюючи менеджером в магазині роздрібної торгівлі JC Penney в місті Де-Мойн, штат Айова.
У 1945 року в містечку Нью-порт (штат Арканзас), де проживало лише 4 тисячі осіб, Волтон на позичені у тестя 20 тисяч доларів орендував за франчайзингом універсальний магазин мережі «Батлер Бразерс». У ньому Сем запровадив систему самообслуговування та мінімізував витрати. Це дало змогу знизити торговельну націнку. Обороти цілком звичайної, не цікавої до цього моменту торговельної точки стали зростати, і вона перетворилася в найприбутковіший магазин міста.
У 1962 році відкрив свій перший магазин Wal-Mart у сусідньому містечку Роджерс, у якому продають одяг за зниженими цінами. На першому супермаркеті красувався великий плакат: «We Sell For Less» — «Ми продаємо дешевше». «Продавати дешевше» — основа бізнес-культури Wal-Mart.

## Становлення
Після відкриття першого Wal-Mart'у Волтон продовжує розвивати свій бізнес. Впродовж п'яти років, до 1967 року, кількість магазинів Сема збільшується до 24, оборот компанії сягає 12 млн доларів. А вже 1979 року Wal-Mart заробила свій перший мільярд — перший випадок в історії американського бізнесу, коли компанія досягла таких результатів менш ніж за 20 років.

## Спадщина
У 1992 році побачила світ автобіографія Сема: «Сем Волтон: Зроблено в Америці». Всі доходи від продажу бестселера були спрямовані і продовжують бути направлені на благодійність. Останніми словами у книзі є: «Успіх цього крамаря стосується повністю вас: клієнт».